# 醉八仙修德槽坊釀酒作坊
醉八仙「修德槽坊」釀酒作坊位於四川省瀘州市龍馬潭區，文物遺址年代判定為清。2012年7月16日公佈為第八批四川省文物保護單位。

## 簡介[2]
醉八仙“修德槽坊”釀酒作坊位於四川省瀘州市江陽區鄰玉鎮，又名“千年酒窖池群”，隸屬瀘州千年酒業。醉八仙“修德槽坊”老窖池擁有連續使用百余年以上老窖池10口，30口窖池為上世紀初建造，至今仍在積極發揮作用。自其建窖之始，既保持了原貌、原址，並不間斷使用至今，是釀酒“活文物”，具有較高的歷史、科學價值及豐富文化內涵。2010年，醉八仙“修德槽坊”老窖池被瀘州市人民政府公佈為市級文物保護單位。